# Padre Burgos (Quezon)
Padre Burgos is een gemeente in de Filipijnse provincie Quezon op het eiland Luzon. Bij de laatste census in 2010 telde de gemeente ruim 20 duizend inwoners.

## Geografie

### Bestuurlijke indeling
Padre Burgos is onderverdeeld in de volgende 22 barangays:
| - Basiao - Burgos - Cabuyao Norte - Cabuyao Sur - Campo - Danlagan - Duhat - Hinguiwin - Kinagunan Ibaba - Kinagunan Ilaya - Lipata | - Marao - Marquez - Punta - Rizal - San Isidro - San Vicente - Sipa - Tulay Buhangin - Villapaz - Walay - Yawe |

## Demografie
Padre Burgos had bij de census van 2010 een inwoneraantal van 20.161 mensen. Dit waren 284 mensen (1,4%) meer dan bij de vorige census van 2007. Ten opzichte van de census van 2000 was het aantal inwoners gegroeid met 1.199 mensen (6,3%). De gemiddelde jaarlijkse groei in die periode kwam daarmee uit op 0,62%, hetgeen lager was dan het landelijk jaarlijks gemiddelde over deze periode (1,90%).

De bevolkingsdichtheid van Padre Burgos was ten tijde van de laatste census, met 20.161 inwoners op 69,1 km², 291,8 mensen per km².